# DePatie-Freleng Enterprises
Pour les articles homonymes, voir DFE.
DePatie-Freleng Enterprises (parfois abrégé en DFE) était une société hollywoodienne qui a produit des dessins animés de 1963 à 1981.

## Historique
DePatie-Freleng Enterprises est créée en 1963 par Friz Freleng et David H. DePatie à la suite de la fermeture du studio d'animation de Warner Bros. : la Termite Terrace. Freleng est un ancien employé des studios Disney dans les années 1920, parti chez Leon Schlesinger Productions puis MGM avant de revenir chez Schlesinger au sein de Warner Bros. Cartoons. De nombreux anciens animateurs de Warner suivent Freleng chez DFE.
Le premier succès de la firme est la série La Panthère rose. Elle met en scène un personnage qui fait sa première apparition dans les génériques des films éponymes avec Peter Sellers. En 1965, la série vaut à DFE son premier Oscar avec le court métrage The Pink Phink. Parmi les autres séries produites par DFE pour le cinéma, on peut citer The Inspector, Roland and Rattfink, The Ant and the Aardvark, Tijuana Toads, The Blue Racer, Hoot Kloot et The Dogfather.
De 1964 à 1966, DFE produit pour le compte de Warner Bros vingt-six cartoons mettant en scène les personnages de la firme: les Looney Tunes (principalement Daffy Duck et Speedy Gonzales). Elle sous-traite onze autres cartoons (mettant en scène Bip Bip et Coyote) à la société Format Film.
Dans les années 1970 DFE est, avec Hanna-Barbera Productions et Filmation, l'un des principaux producteurs de séries animées pour les émissions enfantines de la télévision américaine.
En 1981, Freleng prend sa retraite. La société est rachetée par Marvel Comics qui la rebaptise Marvel Productions Limited. À la fin des années 1990, Marvel revend le catalogue de DFE à Saban Entertainment.
En 2001, Saban Entertainment est racheté par la Walt Disney Company tandis que Marvel Entertainment l'est en 2009. L'intégralité de DFE, catalogue et studio, appartient donc à Disney. Le reste des productions est toutefois rendu aux distributeurs originaux par Saban lors du rachat par Disney, United Artists (filiale de MGM), la Mirisch Company et Warner Bros. pour les Looney Tunes/Merrie Melodies.

## Productions

### Séries pour le cinéma
- The Ant and the Aardvark
- Flèche bleue (The Blue Racer)
- The Dogfather
- Hoot Kloot
- L'Inspecteur (The Inspector)
- Looney Tunes (pour Warner Bros.)
- Merrie Melodies (pour Warner Bros.)
- Le Capitaine et les Enfants (pour Metro-Goldwyn-Mayer)
- La Panthère rose (The Pink Panther)
- Roland and Rattfink
- Tijuana Toads

### Séries pour la télévision
- Les Comètes (Bailey's Comets)
- The Barkleys
- Crazylegs Crane (shorts)
- Doctor Dolittle
- Fantastic Four
- Here Comes The Grump
- The Houndcats
- Baggy Pants and the Nitwits
- Mister Magoo (What's New, Mister Magoo?)
- Super Jo (Misterjaw, shorts)
- The Oddball Couple
- Return to the Planet of the Apes
- Spider-Woman
- Super President
- The Super 6
- Pancho et Rancho (Tijuana Toads)